# Китайські дзвони

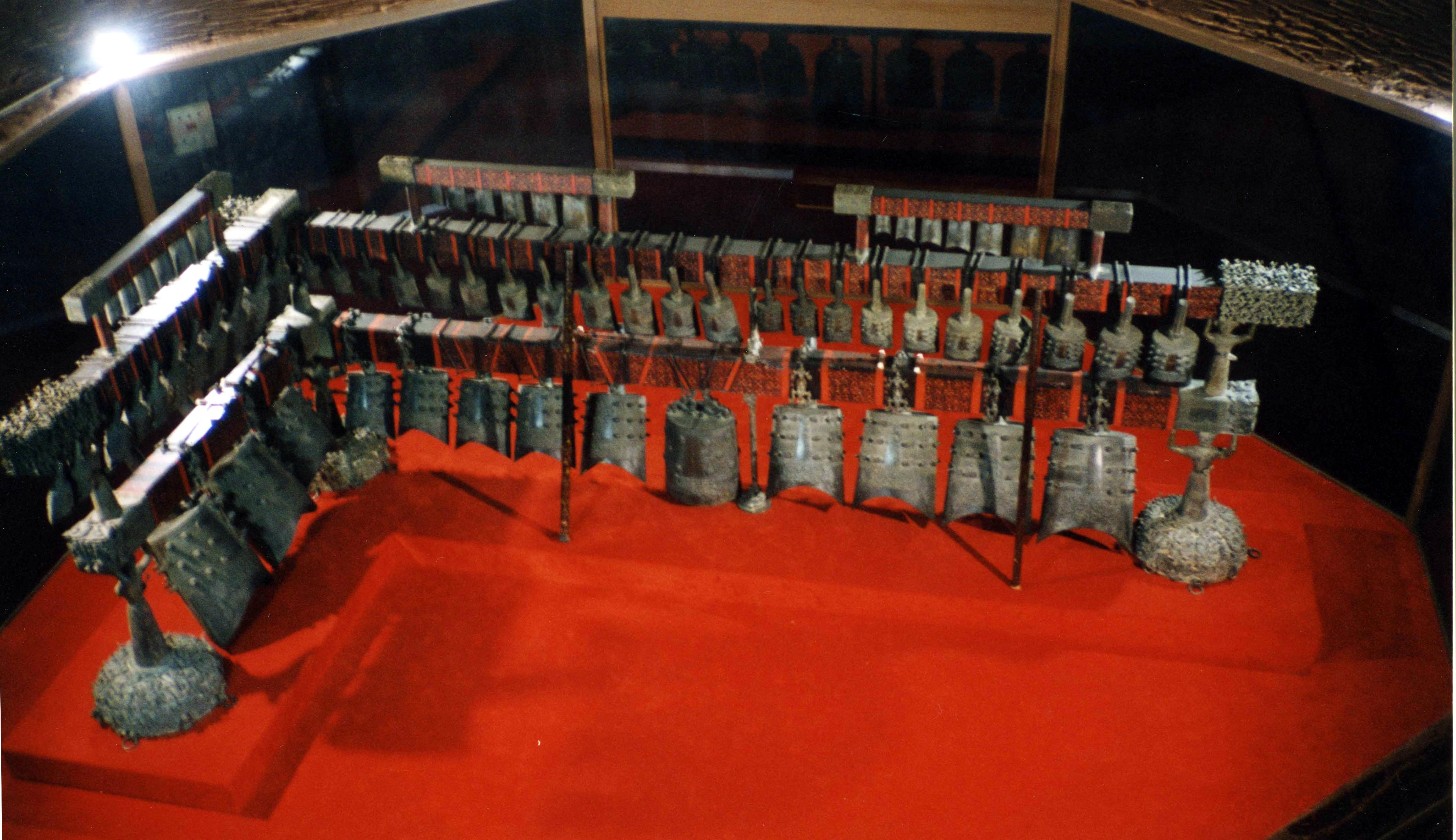

Китайські дзвони — категорія музичних інструментів, що набула розквіту у Китаї бронзової доби. Вийшла з розповсюдження у 3 ст., але зберігалася задля вшанування конфуціанської традиції протягом усього імперського періоду. На відміну від дзвонів індійського походження, що набули вжитку у буддійському мистецтві Східної Азії, китайські дзвони мають край мигдалеподібної форми та спроможні до утворення не одного, а двох тонів.

## Історія формування
Зразки найдавніших дзвонів Китаю, керамічні, належать до III тис. до н. е. (культура Яншао).

## Використання у стандартизації
Як інструменти із постійним тоном, дзвони використовувалися як камертони у встановленні висоти звуку та завданні тональності для інших інструментів. Стандарт люй-люй, який початково втілювався у дзвонах, з 3 ст. перейшов до більш зручного флейтового вжитку. Ця зміна відбила остаточний перехід від доімперської музичної традиції (із 4 або 5-ступінним опорним звукорядом) до китайського музичного «середньовіччя», коли вжиток 7-ступінного опорного звукоряду накладав на виконавців значно більші вимоги у будуванні ансамблевої гармонії. Попередній крок на цьому шляху був зроблений Цзін Фаном у 1 ст. до н. е.